# Nico Parker
Nico Parker (Londra, 9 dicembre 2004) è un'attrice britannica.
Figlia dell'attrice Thandiwe Newton e del regista Ol Parker, ha fatto il suo debutto cinematografico con un ruolo da protagonista nel film fantasy diretto da Tim Burton Dumbo (2019). Ha inoltre interpretato altri ruoli come Sarah Miller nella prima stagione della serie televisiva su HBO The Last of Us e Astrid Hofferson nel film remake live-action di Dragon Trainer.

## Biografia
Nata nella casa del regista e sceneggiatore Ol Parker e dell'attrice Thandiwe Newton, Parker è originaria di Kensal Rise, nel nord-ovest di Londra. Ha una sorella maggiore, Ripley, e un fratello minore, Booker.

## Carriera
Parker ha fatto il suo debutto cinematografico nel ruolo di Milly Farrier nel film Dumbo del 2019, diretto da Tim Burton. Nonostante abbia ricevuto un'accoglienza critica mista a negativa per la sua interpretazione, il ruolo le ha portato un ampio riconoscimento. Successivamente ha recitato al fianco di Naomie Harris e Jude Law nella miniserie della HBO The Third Day (2020) ed è apparsa accanto a sua madre nel ruolo di Zoe nel film di fantascienza Frammenti dal passato - Reminiscence (2021).
Nel 2023, Parker ha interpretato il ruolo di Sarah Miller nel primo episodio dell'adattamento della HBO di The Last of Us. I critici hanno notato che l'episodio "beneficia incommensurabilmente del [suo] tenero contributo". Rachel Leishman in una recensione per The Mary Sue ha definito il casting di Parker "brillante" e ha detto: "È una prestazione così buona di Parker che corrisponde all'energia di Joel di Pascal in un modo che penso molti parleranno del modo in cui Nico Parker interpreta il personaggio." Parker è stata nominata ai Bright Young Thing del 2023 da Tatler.
Nel 2024, è apparsa in Suncoast. Ha vinto il Breakthrough Performance Award al Sundance Film Festival del 2024. Nel 2025 ha ottenuto il ruolo di Astrid Hofferson, l'amata del protagonista Hiccup, nel film remake live-action di Dragon Trainer.

## Filmografia

### Cinema
- Dumbo, regia di Tim Burton (2019)
- Frammenti dal passato - Reminiscence (Reminiscence), regia di Lisa Joy (2021)
- Suncoast, regia di Laura Chinn (2024)
- Bridget Jones - Un amore di ragazzo (Bridget Jones: Mad About the Boy), regia di Michael Morris (2025)
- Dragon Trainer, regia di Dean DeBlois (2025)

### Televisione
- The Third Day, regia di Marc Munden e Philippa Lowthorpe - miniserie TV, 3 puntate (2020)
- The Last of Us – serie TV, episodi 1x01-1x06 (2023)

## Doppiatrici italiane
Nelle versioni in italiano delle opere in cui ha recitato, Nico Parker è stata doppiata da:
- Chiara Fabiano The Third Day, The Last of Us
- Margherita De Risi in Bridget Jones - Un amore di ragazzo, Dragon Trainer
- Lucrezia Roma in Dumbo